# Zingiberidae
Sous-classe
Classification APG III (2009)
Les Zingiberidae sont une sous-classe des plantes monocotylédones. En classification classique de Cronquist (1981) elles sont assignées aux Liliopsida (=monocotylédones) et elles sont divisées en deux ordres :
- Bromeliales
- Zingiberales

En classification phylogénétique APG II (2003) et classification phylogénétique APG III (2009) cette sous-classe n'existe pas : les Bromeliacées sont assignées aux Poales et les Zingiberales aux Commelinidées.